# Campo de San Francisco (Oviedo)
El campo de San Francisco es un parque urbano situado en el centro de la ciudad Oviedo (España). Es uno de los lugares más emblemáticos de la ciudad y uno de los mayores parques urbanos de Asturias.
Teniendo como origen los huertos del desaparecido Convento de San Francisco, en su interior se pueden distinguir varios paseos y avenidas: el paseo de los Álamos, el paseo del Bombé, el paseo de José Cuesta, la avenida Italia o la avenida Alemania, entre otras. Cuenta con estanque y numerosos y conocidos monumentos como la estatua de Mafalda o José Tartiere.
Es escenario habitual de numerosos eventos culturales y actividades.

## Historia
La primera referencia sobre este antiguo bosque se remonta al siglo XIII según la escritura conservada en la catedral de Oviedo por la que el canónigo don Gonzalo Bernaldo de Quirós de la colegiata de San Pedro de Teverga, realiza la donación de una fuente y un prado a la Orden de Frailes Menores de Oviedo. La fundación de un monasterio franciscano en estos terrenos dio origen a un primer núcleo fundacional siendo el conocido Campo el propio huerto de dicho convento. Los frailes de San Francisco de Oviedo realizaron una serie de reformas en el siglo XIV como la canalización de aguas y el establecimiento de caminos de acceso.
El Campo debió tener su origen en un conjunto de huertas que eran propiedad del Cabildo, de varios conventos y de algunos particulares. En 1534 los representantes de la ciudad y el Cabildo catedralicio acuerdan la conversión de todos los terrenos en un único espacio de uso público.
Ya desde el siglo XV la documentación oficial de la ciudad recoge testimonios sobre el Campo de San Francisco como lugar muy frecuentado por las gentes y mejor salida del núcleo urbano. Contaba por entonces con unos límites más amplios extendiéndose sobre las actuales calle Uría, calle Pelayo, plaza de la Escandalera, calle Toreno y adentrándose en los terrenos de Llamaquique. La parcela que limita con la actual calle de Marqués de Santa Cruz no era pública y común pues se correspondía con la huerta del convento franciscano. Además, el conjunto experimentó grandes transformaciones a lo largo de los años, llevándose a cabo sucesivas urbanizaciones de la zona para hacer frente a nuevas necesidades lo cual llevó a la construcción de paseos, glorietas y caminos arbolados para el solaz del público. La Avenida de Italia fue el primer paseo que se abrió,y durante siglos coincidió con el inicio de la carretera a Galicia, desde la actual Plaza de la Escandalera.
Aunque este entorno llamaba al sosiego y la tranquilidad fue utilizado en numerosas ocasiones como sitio de instrucción militar como la realizada por tres mil hombres el 22 de enero de 1590 por el Tercio de 24 Banderas (arcabuceros, mosqueteros, piqueros...), según Tirso de Avilés y Hevia. 
Existió un viacrucis de estaciones de piedra que partía de la iglesia del monasterio hacia la capilla de la Magdalena del Campo vinculado a las celebraciones de la Semana Santa ovetense y restaurado en el siglo XVII. 
Las transformaciones que se realizaron durante del siglo XVIII consistieron en la apertura del eje occidental del Campo, el que se llamaría, paseo del Bombé, en que se construiría un edificio singular, el Salón Bombé.
Durante el siglo XIX, se produje un gran auge urbanístico que marcó definitivamente el Campo con la apertura de las calles Uría y Marqués de Santa Cruz. Se da lugar a un nuevo paseo, el paseo de los Álamos que es una avenida ajardinada paralela a la recién inaugurada calle Uría. El pavimento del paseo, formando un mosaico es obra de Antonio Suárez.
Al producirse la urbanización que dio lugar a la calle Uría, fue necesario talar el famoso Carbayón de Oviedo,que había crecido en el Campo de San Francisco,y que se derribó en 1879, hecho que más tarde recordaría el Ayuntamiento de Oviedo con la colocación de una placa conmemorativa en el año 1949, en el suelo de la acera, a la altura del n.º 4 de la calle Uría.
La transformación final del campo de San Francisco en una auténtico parque al más estilo inglés, la llevan a cabo dos alcaldes del siglo XIX, Ramón Secades y José Longoria Carbajal, crando una gra superficie ajardinada, construyendo fuentes ornamentales (como La Fuentona o la Fuente de las Ranas, limitando el paseo Bombé), obras unidas a las obras hidráulicas que se realizaron durante este siglo en la ciudad.
Es en el siglo XIX, cuando se levanta el quiosco de la música (1899), obra de Juan Miguel de la Guardia, aunque también merecen destacarse otros monumentos que pueden contemplarse en su interior, como la portada románica del viejo templo de San Isidoro o los que forman parte del museo al aire libre de Oviedo, es decir, las esculturas urbanas que por el recinto se dispersan como son los monumentos dedicados a José Tartiere y a Clarín, obras de los escultores como Víctor Hevia y Manuel Álvarez Laviada.
Ya en pleno siglo XX se construyó junto al quiosco de música, una edificación conocida como "La Granja", y que ha tenido diversas utilidades. Inicialmente fue un cabaret, luego una guardería tutelada por la parroquia de San Juan el Real. Actualmente alberga una biblioteca municipal, una escuela de hostelería, así como de salas multiusos.
Tras la desamortización de Mendizábal en 1816 los terrenos citados vinculados a huerto y jardín del convento franciscano pasan a manos del Municipio el cual lo cedió en foro perpetuo a la Universidad en el año 1846 para ser convertido en un jardín botánico y un lago.
Desde entonces ha sido el corazón de la vida social y el pulmón de la ciudad de Oviedo. Cuenta con una gran riqueza botánica con 127 especies diferentes de árboles y arbustos, representando a todos los continentes menos la Antártida y con más de once especies consideradas típicas del paisaje asturiano.
Durante la década de los años cincuenta y sesenta, cerca del estanque, vivieron en cautividad una pareja de ejemplares de osos de Teverga, conocidos con los nombres de Petra y Perico, que llegaron al parque el año 1950, siendo unos cachorros de menos de dos meses. En un primer momento se les encadenó a unas argollas que les permitían dar paseos de unos 25 metros, los cuales fueron popularmente bautizados como "el tranvía".
En los últimos quince años (1992-2007) se han realizado una serie de reformas de adecuación que han mejorado este espacio público. La renovación del saneamiento, los juegos infantiles y el alumbrado con farolas de fundición, la pavimentación y peatonalización con hormigón impreso de sus vías, la recuperación de la Rosaleda y la renovación de los bordillos han sido algunas de las actuaciones realizadas.

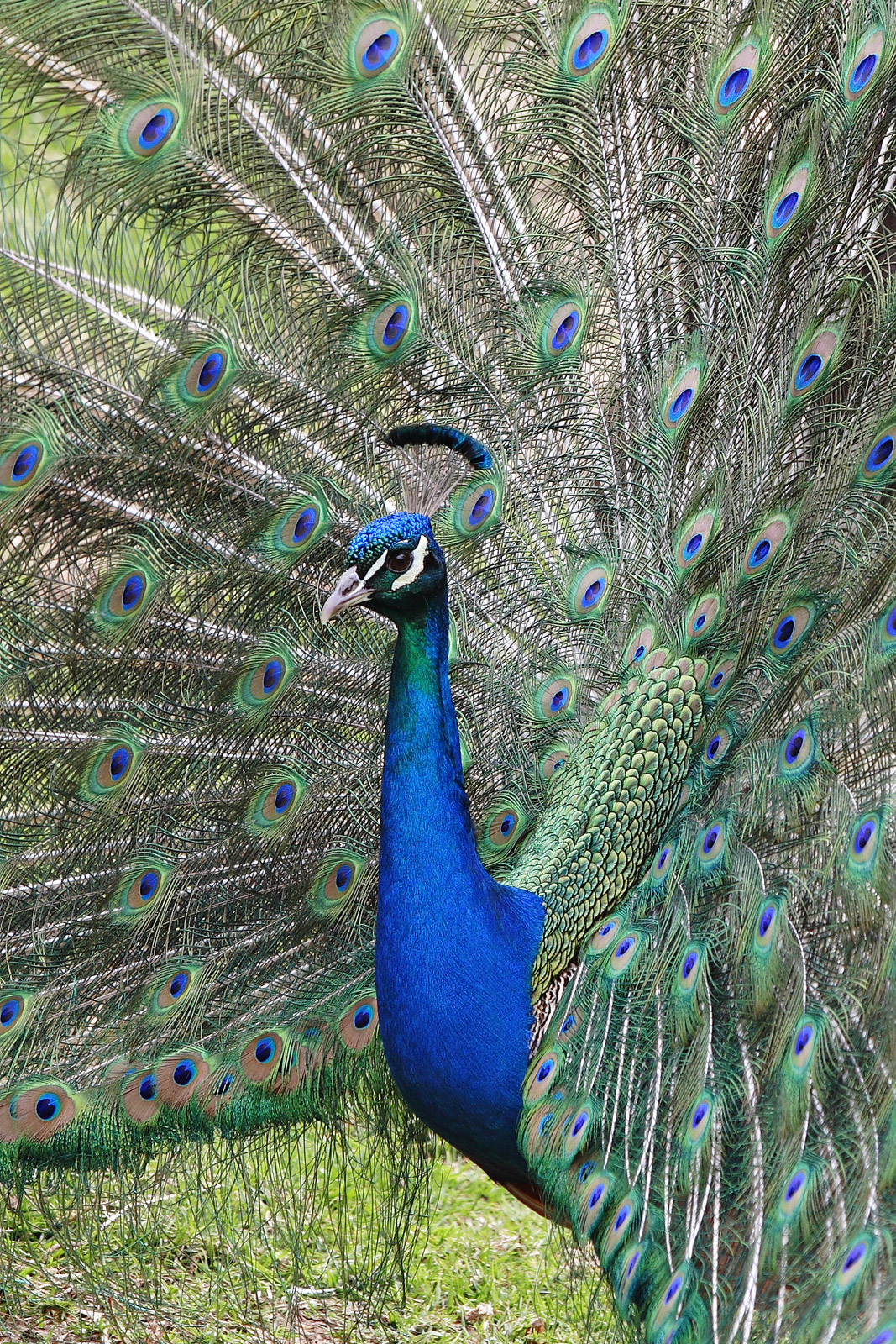
Pavo real

Este espacio natural limpio y frondoso se ha convertido durante generaciones enteras en espacio de recreo y paseo. Es un entorno seguro en donde a través de sus sendas peatonales y entre sus árboles se guardan los testimonios miles de ovetenses y visitantes, con recuerdos ligados a la osa Petra, los barquillos y los helados, los pavos reales, la fuente del caracol, el estanque de los patos o el quiosco de la música del Bombé. El pavo real se ha convertido en un icono del Campo de San Francisco conviviendo con los ovetenses en una natural armonía.

Detalles del campo de San Francisco
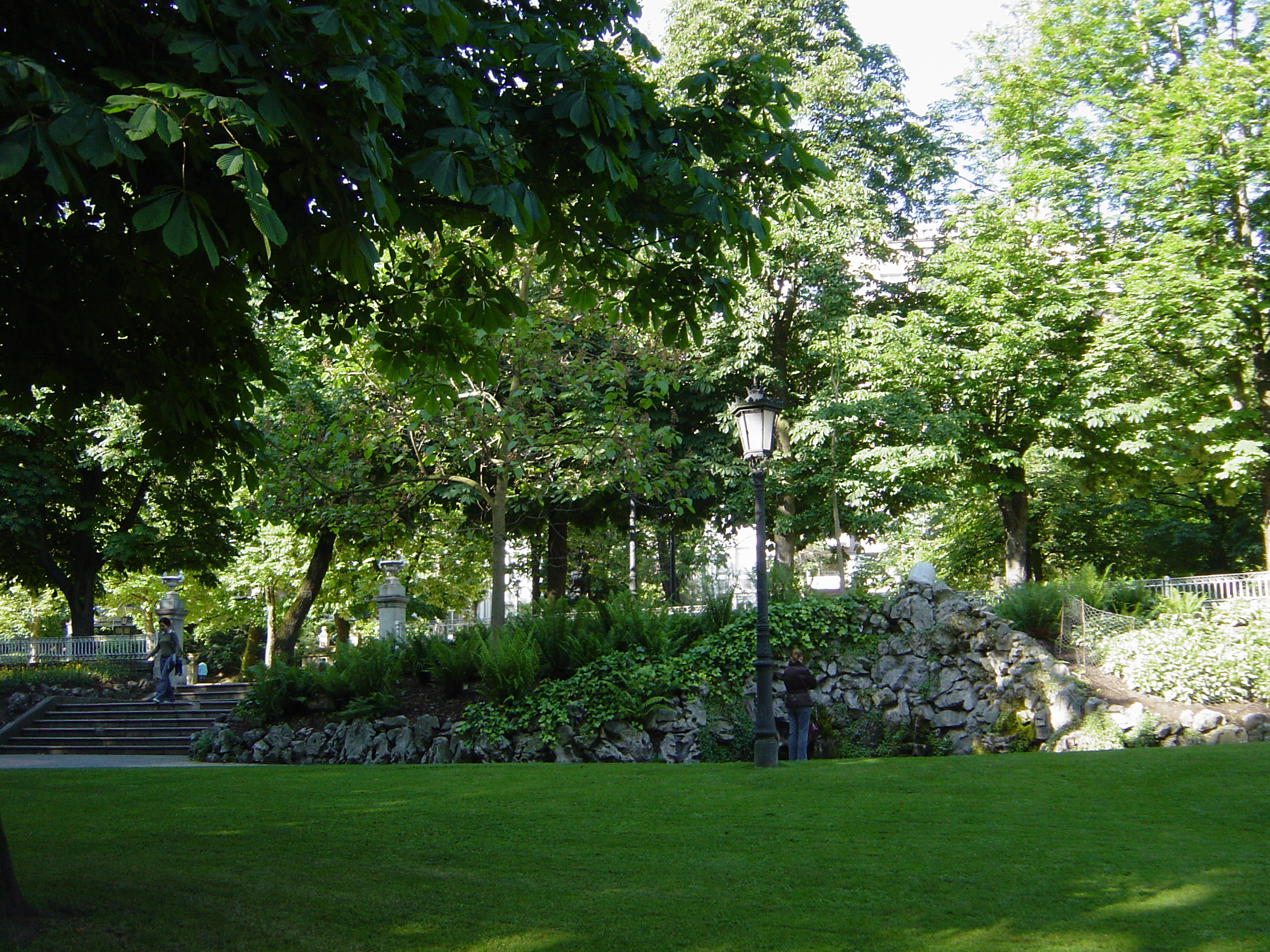
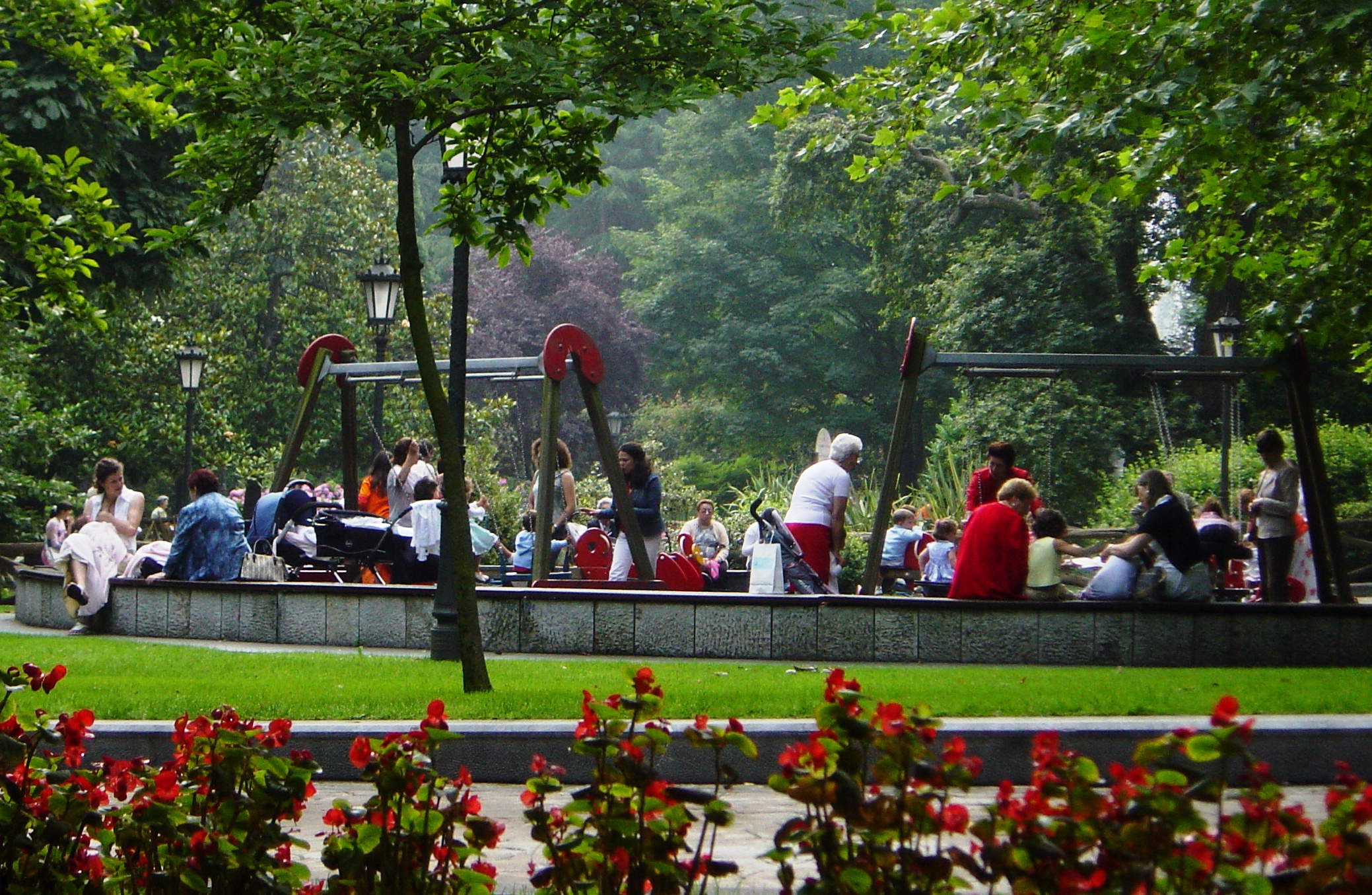
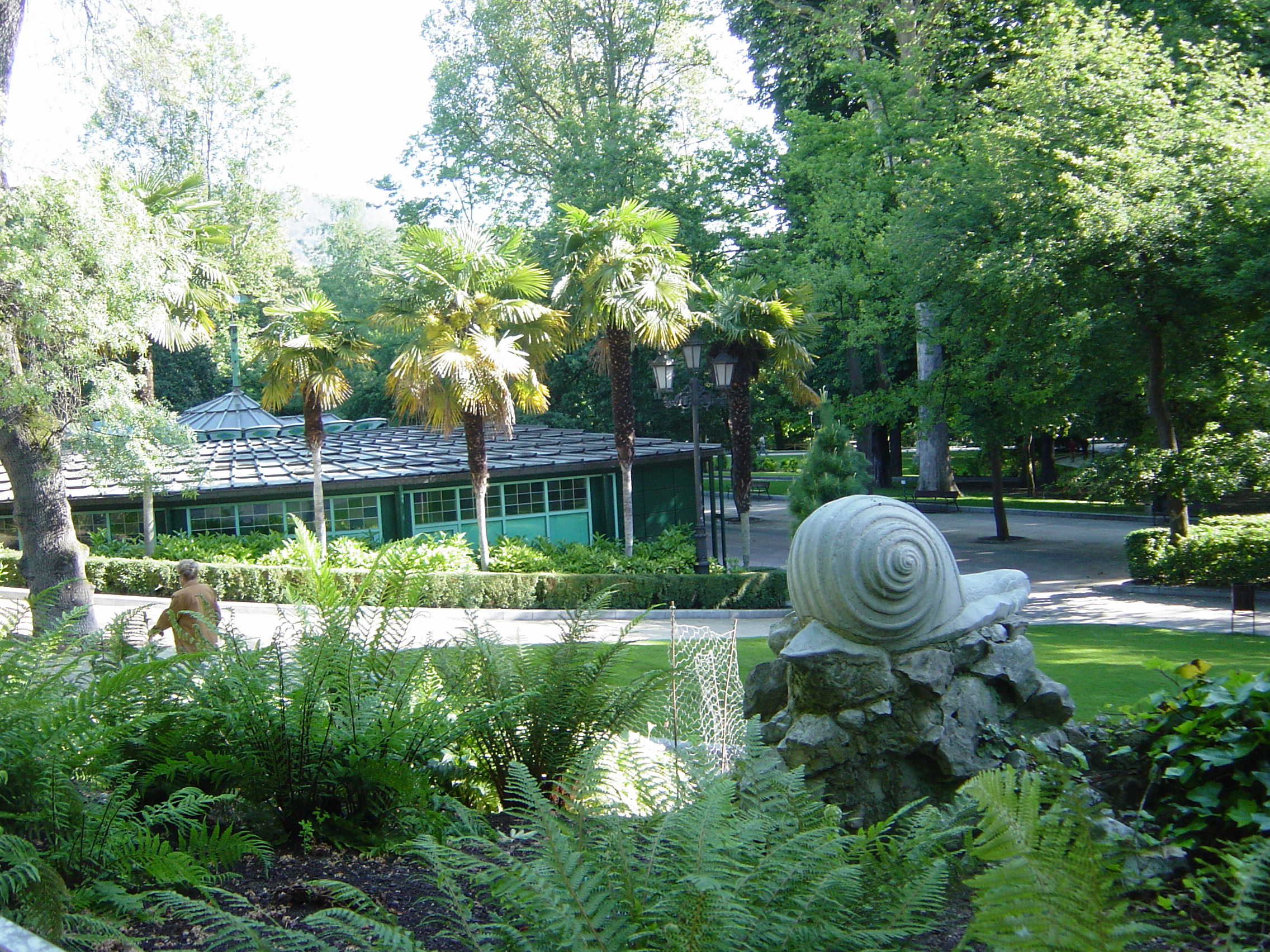

## Equipamientos
Según la información proporcionada por el Ayuntamiento de Oviedo, el Campo de San Francisco presenta los siguientes equipamientos que van desde el riego automático a zonas de ocio para niños (juegos infantiles destinados a diferentes edades, unos para los más pequeños (de hasta 6 años), y otros para los niños de entre 6 y 12 años); mesas de ping-pong; pistas de "skate"; canastas de baloncesto, un aguaducho, etc.
También debe tenerse en cuenta que de los 90.000 metros cuadrados que tiene el Campo de San Francisco, unos 55.000 son zonas verdes, en las que destacan los 955 ejemplares de árboles, de 51 especies diferentes y más de 100 variedades. Los más abundantes son los castaños de indias, tilos, plátanos de sombra, y arces; pero también hay chopos, fresnos, encinas, laureles, magnolios, crateagus, plamaces y credos entre otros. Algunos de estos árboles tienen unos 300 años, y otros se caracterizan por su altura, como ocurre con el plátano de sombra que supera los 40 metros de altura.
También tiene el Campo de San Francisco una fauna que ahora le es propia. Puede encontrarse en sus jardines, pavos reales (que viven en absoluta libertad), además de otras aves, algunas de las cuales acuáticas, y otras que gustan de zonas húmedas por lo que habitan más cerca del pequeño estanque (ánades pequeñas e incluso cisnes).
También está equipado con diversos elementos arquitectónicos como el Quiosco de la Música, o los bustos de diferentes personajes ilustres, las esculturas, el quiosco municipal de "La Chucha", las fuentes (La Fuentona, Fuente de las Ranas, Fuente del pez, Fuente del Caracol, Fuente Clarín, Fuente del Angelín) o el Arco de la antigua Iglesia de San Isidoro.
También debe hacerse mención al Estanque de los Patos y al Estanque de Covadonga.
Pese a que el parque está ubicado en una zona con pendiente, cosa que provoca que muchos de sus paseos tengan inclinación, la accesibilidad para personas con movilidad reducida o en silla de ruedas es buena. De sus accesos, varios de ellos están enrasados a la acera exterior, además, la amplitud de los paseos hace fácil y cómoda la circulación, la cual se ve favorecida por la pavimentación de hormigón. El equipamiento para personas con discapacidades se vería complementado por la existencia en la calle Uría de una cabina con aseos públicos adaptada.

## Puntos de interés
- Jardín Botánico: se correspondería con el prado al que se refieren los documentos de los siglos XIII y XIV que sirvió de huerta y jardín al convento franciscano. Estaba cerrado por una tapia cuyo límite norte se encontraba en la Avenida de Alemania. Tras las desamortización de Mendizábal en 1816 los terrenos citados vinculados al huerto y jardín del convento franciscano pasan a manos del municipio el cual lo cedió en foro perpetuo a la Universidad en el año 1846 para ser convertido en un jardín botánico y un lago. En 1871 se derribó la tapia y fue incorporado al Campo de San Francisco.

- Paseo del Bombé: situado en la parte alta del parque, cercano al paseo de los Curas, su nombre afrancesado podría estar relacionado con la estancia en Oviedo de las tropas napoleónicas al establecerse este como paseo en 1833 solo veinte años después de la ocupación. En 1875 se inauguró la ¨ Fuentona ¨, y en los años siguientes las fuentes de las Ranas y el Caracol.

- Fuente del Caracol: esta fuente, coronada por un simpático caracol de piedra, canaliza una llegada de agua fresca ligada en el recuerdo a las meriendas infantiles bajo la mirada atenta del quiosco de la Chucha y que hoy en día sigue calmando la sed de sus visitantes.

- Paseo de los Curas: situado junto al Bombé, entre este y la calle Santa Susana, debe su nombre centenario a estar relacionado con ser el lugar preferido por los clérigos para sus paseos al estar ubicado en discreto lugar pero próximo al festivo Bombé del que se escuchaba su música y conciertos.

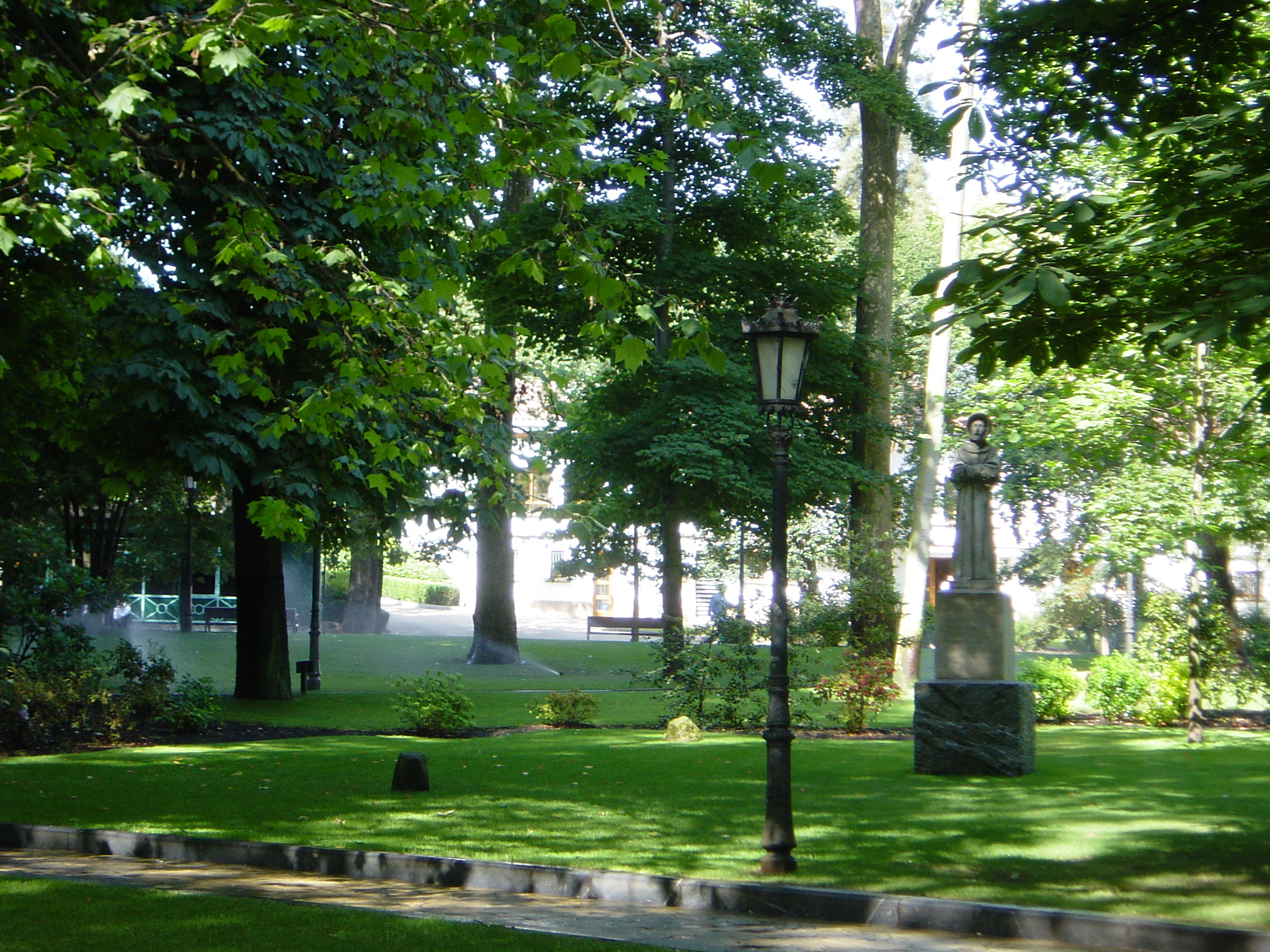
San Francisco de Asís

- Estatua de San Francisco: es una réplica de la famosa imagen de San Francisco de Asís de Pedro de Mena. En el frente de su pedestal se lee la siguiente inscripción: "A la memoria de – San Francisco de Asís – que peregrinó en ésta camino de Santiago – inspiró a su compañero el Beato Fray Pedro Compadre – la fundación del desaparecido convento de – menores, cuya huerta fue llamada siempre – Campo de San Francisco – y es el único vestigio de esta antigua – fundación de la noble ciudad de – Oviedo – IV-X-MCMXLIX".

- El Escorialín: cercano a este lugar se encontraba un crucero de piedra derribado en 1841 con la siguiente inscripción: ¨ A honra y gloria de Dios hicieron esta obra los hermanos de la Orden de nuestro Padre San Francisco. Año 1677 ¨. En este lugar, frente a la Junta General del Principado se encuentra actualmente el Escorialín, apodo otorgado por los ovetenses al establecer un paralelismo con el largo tiempo empleado en la construcción del monumental Escorial madrileño. Actualmente es sede de una Oficina Municipal de Turismo del Ayuntamiento de Oviedo.

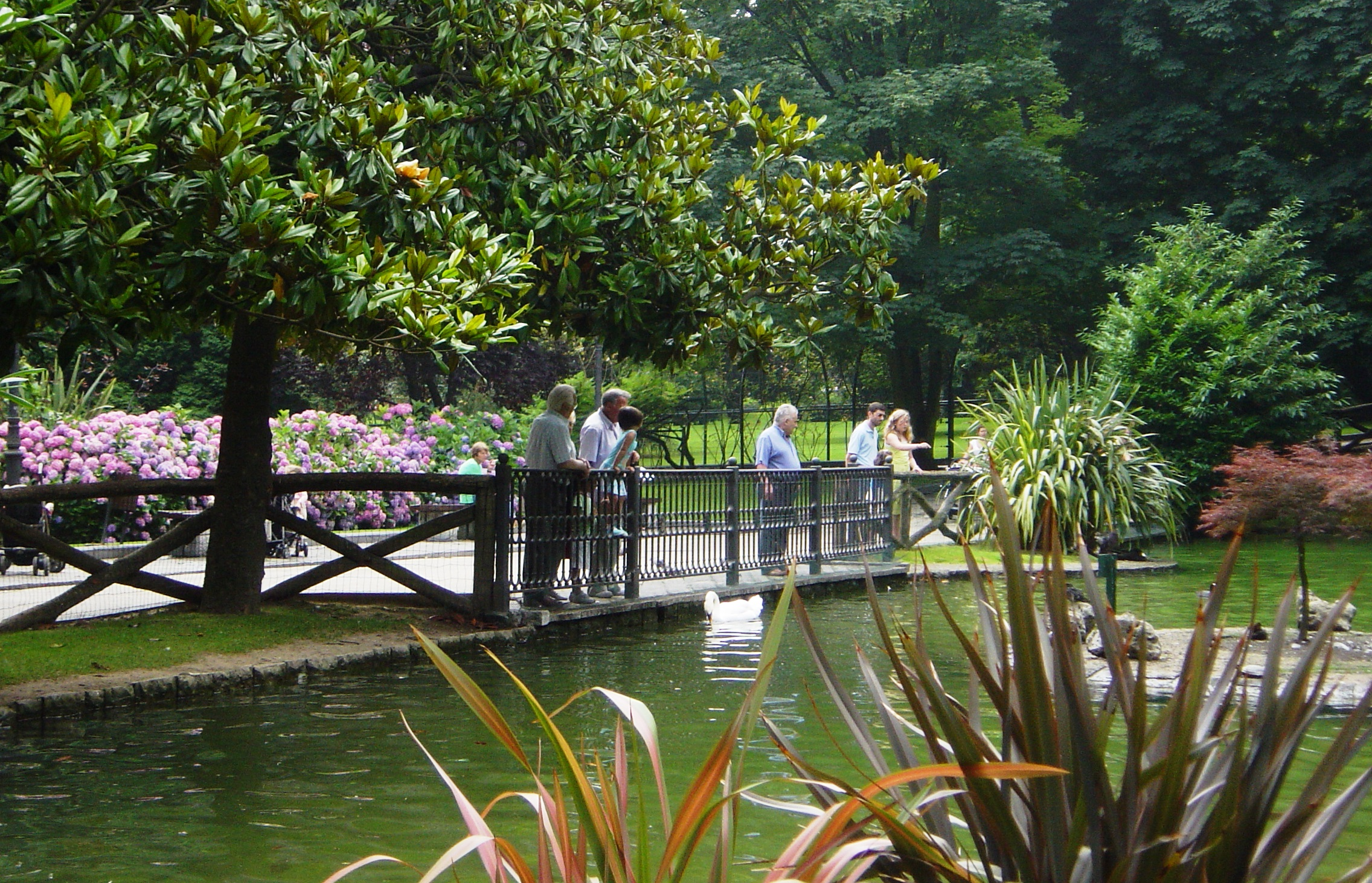
Estanque de los Patos

- Estanque de los Patos: hogar mágico de patos y cisnes, es lugar de visita obligada para el disfrute de los niños. Es un estanque que permite la protección de estos animales junto a la posibilidad de su observación respetando su cuidado entorno.

- Paseo de la Rosaleda: antiguo espacio dedicado a la instalación de circos y barracas hacia 1928 empezó la plantación de la Rosaleda. Tras cuarenta años de existencia desapareció con la última remodelación del estanque de los Patos. Desde el año 1996 este entorno señalado para el retrato de generaciones enteras con su vegetación de fondo ha sido recuperado para el disfrute de ovetenses y visitantes.

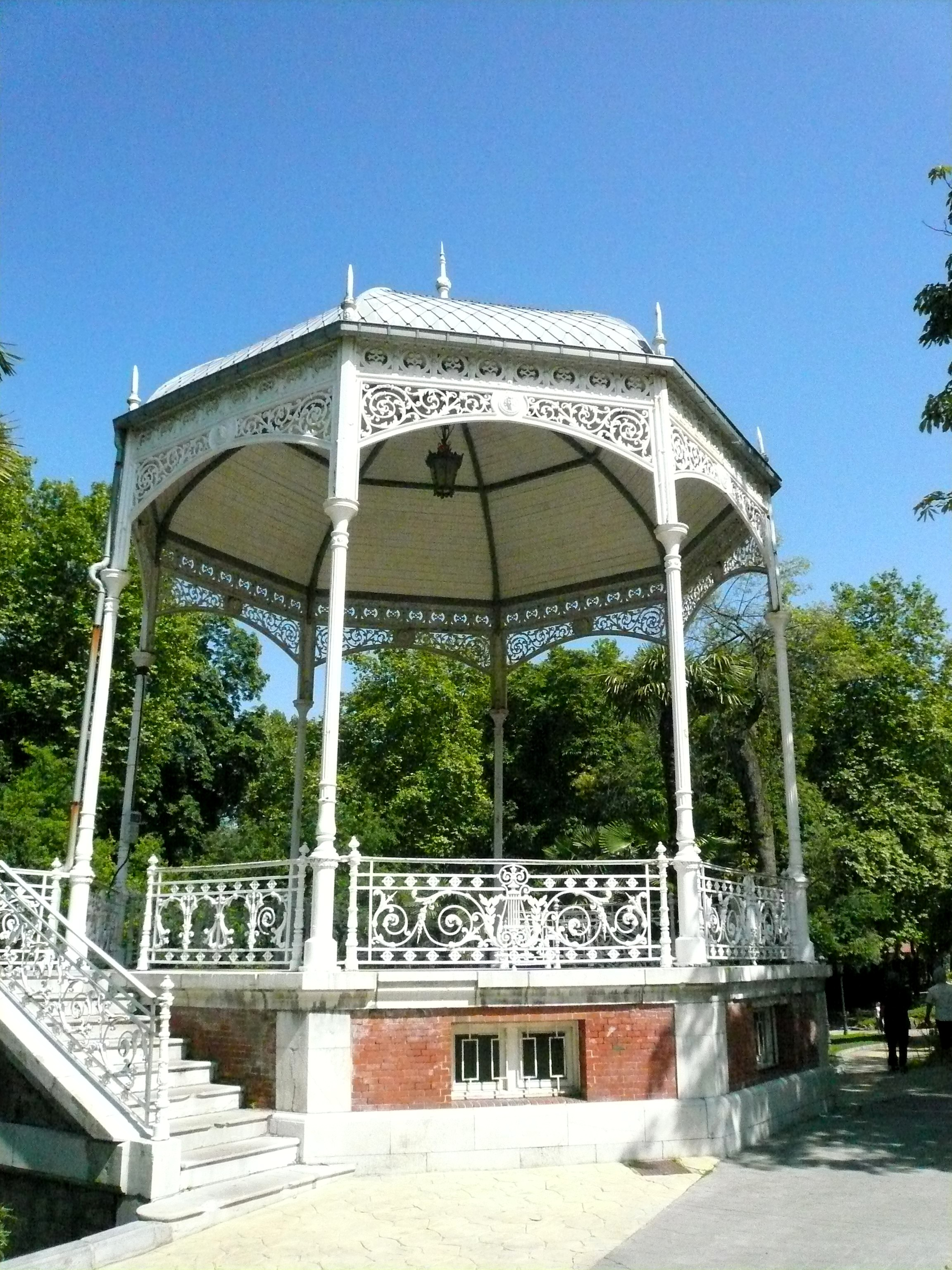
Quiosco de la Música

- Quiosco de la Música: los jardines contaron con la incorporación del quiosco de la Música promovido por el Ayuntamiento que consta de un templete que sirve a la población como servicio municipal con el objetivo de entretener y donde actúa la banda municipal. Es una iniciativa con origen en el siglo XIX donde resulta lógico que su autor fuera el arquitecto municipal. Realizado en 1888 por Juan Miguel de la Guardia cumple con los cánones de un zócalo elevado sobre el que nacen unas columnas que soportan la cubierta a la que se añade un elemento que hace referencia a su uso musical, una lira.

- Estatua de Mafalda: desde octubre de 2014 existe en el parque una estatua de Mafalda, el célebre personaje creado por Quino. Dicha estatua fue creada por Pablo Irrgang, que previamente había diseñado otra para el barrio de San Telmo, en Buenos Aires, con motivo del premio Príncipe de Asturias[4] con el que Quino fue galardonado. La estatua puede encontrarse en uno de los bancos situados en el Estanque de los Patos, y suele ser visitada por gente de todas las edades y de todas partes del mundo, que se sientan junto a la estatua para sacarse una foto con ella.

## Esculturas
El Campo de San Francisco acoge entre su frondosa vegetación una serie de estatuas dedicadas a personajes estrechamente vinculados a los ovetenses. Las estatuas fueron realizadas por varios autores a lo largo de las décadas y se fueron situando en lugares representativos del campo para poder ser contempladas por ovetenses y visitantes en una atmósfera artística y natural.
- Amor y Dolor: Situadas en el paseo de los Álamos son obra del escultor ovetense Víctor Hevia siendo inauguradas en 1925 como donación del marqués de la Rodriga, por entonces concejal de parques y jardines, al ayuntamiento.[5][6][7]

- Busto a Juan Rodríguez Muñiz: obra de Víctor Hevia Granda, que no quiso percibir remuneración al ser discípulo del representado, costeada por un grupo de alumnos de Juan Rodríguez Muñíz en 1927 como homenaje al que fuera maestro de decenas de generaciones de ovetenses en su escuela de la calle Campomanes de donde fueron discípulos Ramón Pérez de Ayala y Juan Ochoa, rindiendo así homenaje a todos los maestros particulares.[5][6][7]

- Monumento a Leopoldo Alas "Clarín": inaugurado en 1931 este conjunto todo en piedra es obra de Manuel Álvarez Laviada quien diseñó una plazuela con una fuente rodeando la pieza principal, en cuya parte posterior se representa una figura femenina semidesnuda, mientras en el frente se sitúa el busto del escritor Leopoldo Alas ¨Clarín¨, obra de Víctor Hevia. Tras los daños sufridos en la Guerra Civil fue reconstruido sustituyendo la figura esculpida de Manuel Álvarez Laviada por una inscripción.[5][6][7]

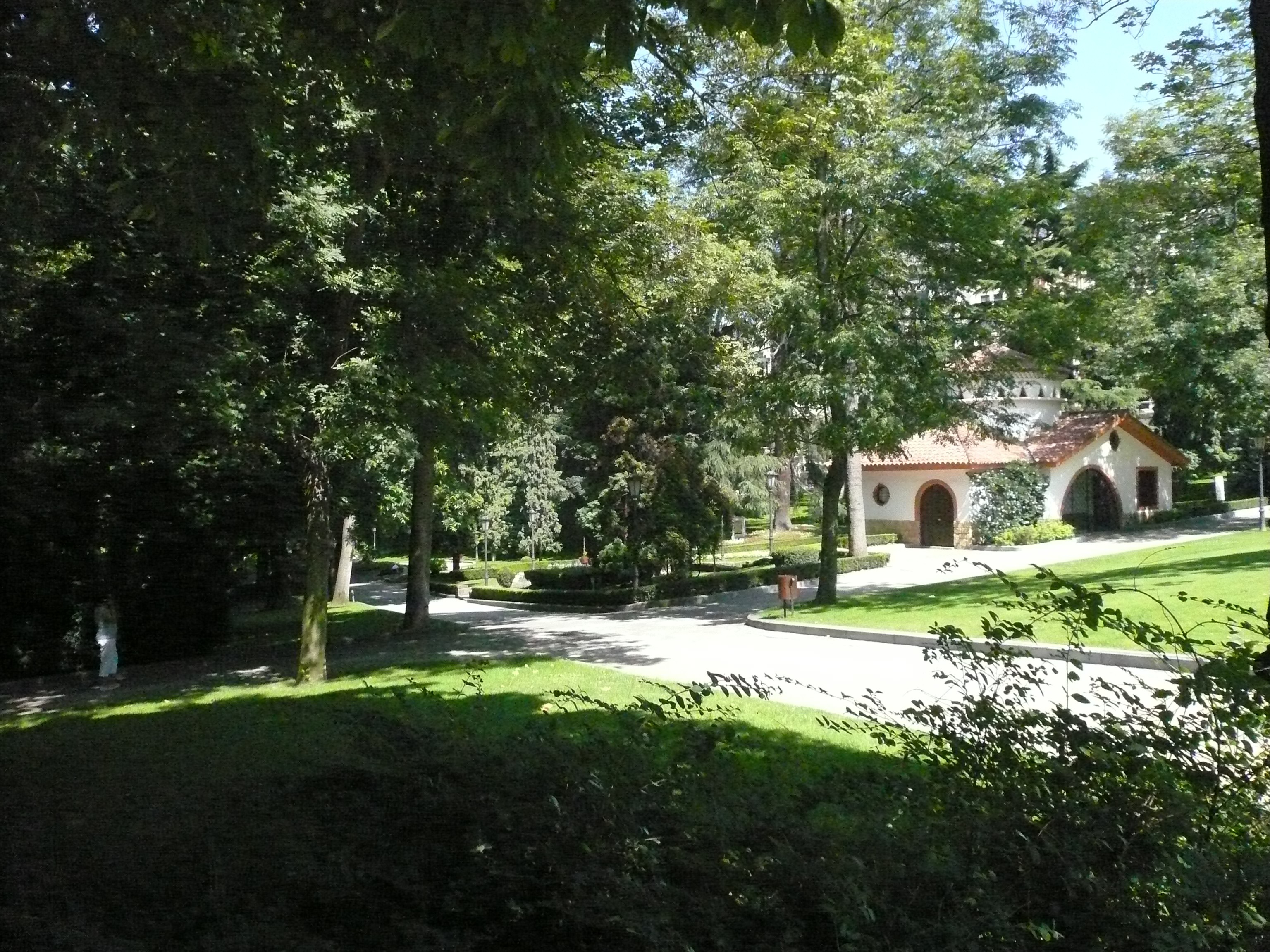
Uno de los rincones del parque

- Monumento a José Tartiere: un grupo de amigos del empresario José Tartiere Lenegre que impulsó la industrialización asturiana fomentó, tras su muerte, la realización de un monumento en su recuerdo. Inaugurado en 1933, obra de Víctor Hevia Granda, consta de una escultura en bronce del homenajeado en un conjunto de escalinata en cuya parte posterior hay un conjunto con perfiles de trabajadores. Se completa la obra con cuadro figuras en piedra de obreros que coronan, dos a dos, el monumento en sus esquinas, obra de Manuel Álvarez Laviada. Está ubicado en el paseo de los Álamos.[5][6][7]

- San Francisco de Asís: erigida en 1949 como homenaje al episodio, según la leyenda, del paso por Oviedo en el siglo XIII del santo siguiendo el Camino de Santiago que extasiado por el paisaje de las afueras de la ciudad encomendó la construcción de una pequeña ermita que daría origen con el tiempo a un convento franciscano en el actual Campo de San Francisco. Es una réplica realizada por el escultor ovetense Enrique del Fresno Guisasola de la conocida estatua de Pedro de Mena conservada en la catedral de Toledo.[5][6][7]

- Armando Palacio Valdés: coincidiendo con el centenario del nacimiento del afamado escritor asturiano Armando Palacio Valdés se inauguró la obra de Gerardo Zaragoza en 1953.[5][6][7]

- Monumento al Marqués de Santa Cruz: busto obra de Vicente Menéndez-Santarúa Prendes dedicado a Álvaro Navia Osorio, III Marqués de Santa Cruz de Marcenado, ilustre tratadista militar, siendo inaugurado en 1984.[5][6][7]

- Alfonso Iglesias: la ciudad erigió en anónima y popular cuestación esta obra inaugurada entre lágrimas y rodeado de decenas de niños por el propio homenajeado en 1986. La obra de Félix Alonso Arena representa al dibujante creador de Pinón, Telva y Pinín.[5][6][7]

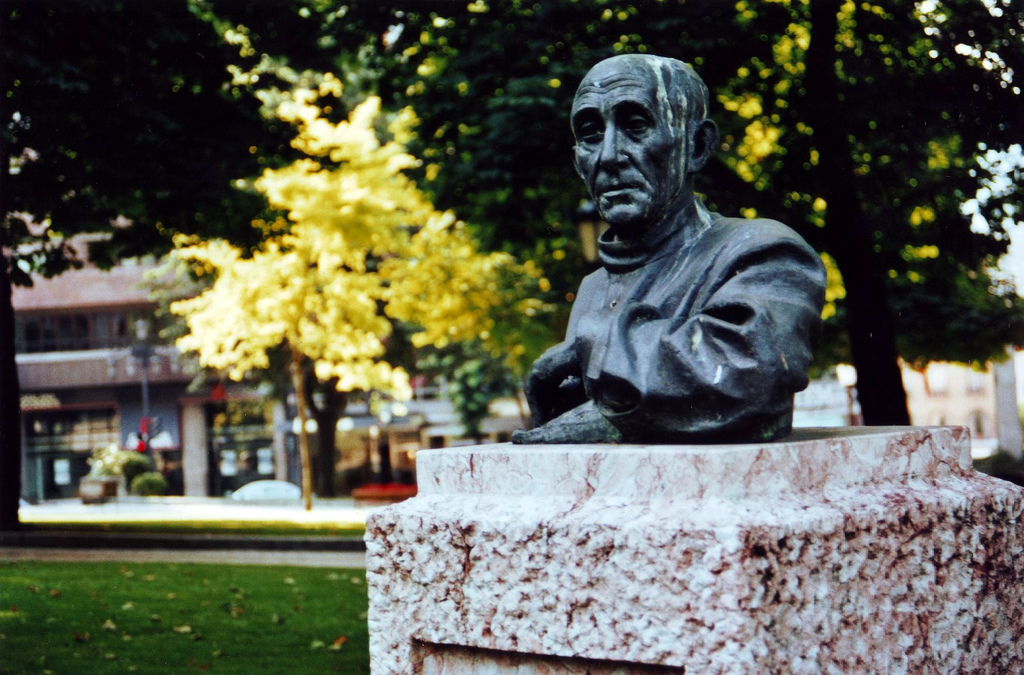
Busto de Paulino Vicente

- Escultura de Paulino Vicente: obra de Félix Alonso Arena fue donado a la ciudad por el propio pintor y ubicado en este lugar en 1988.[5][6][7]

- Monumento al General Sabino Fernández Campo: es obra de Víctor Ochoa y representa al general Sabino Fernández Campo nombrado en 1977 Secretario de la Casa Real.[5][6][7]

- La Torera (escultura): es obra de Mauro Álvarez Fernández y fue instalada en esta ubicación en el año 2002.[5][6][7]

- Busto de Manolo Avello: es obra de Vicente Menéndez-Santarúa Prendes y fue instalada, en homenaje a Manuel Fernández Avello en esta ubicación en el año 2003.[5][6][7]